# Сумчаста райка вилчаста
Сумчаста райка вилчаста (Gastrotheca griswoldi) — вид жаб родини Американські райки (Hemiphractidae). Ендемік Перу. Природним середовищем проживання є тропічні або субтропічні висотні пасовища, орні землі і пасовища.